# Річковий провулок (Житомир)
Річковий провулок — провулок в Богунському районі міста Житомира.

## Характеристики
Розташований на західній околиці Павликівки та східній околиці Корбутівки. Бере початок з Чуднівської вулиці, прямує на південний захід, завершується глухим кутом неподалік берега річки Тетерів.

## Історія
Траса провулка сформувалася до початку ХХ століття. Садибна забудова формувалася протягом першої половини ХІХ століття. Станом на 1915 рік провулок у передмісті Павликівка.
Провулок вів до дачі Черкеса та хутора Щенявського.
Перша назва провулка — 6-й Безназванний. Пізніше відомий як Лісовий провулок. На мапі 1915 року підписаний як «Лісовий провулок (колишній 6-й Безназванний провулок)». Чинна назва — з 1958 року. 
До 1970-х років був довшим та брав початок з нинішньої вулиці Старочуднівської. Внаслідок будівництва нової ділянки магістралі на Чуднів на південь від старої, ділянка між нинішніми вулицями Старочуднівською й Чуднівською ліквідована й забудована.